# Pet (manga)
Pet (ペット Petto?) es una serie de manga escrita e ilustrada por Ranjō Miyake. Fue serializada en la revista semanal Big Comic Spirits de Shōgakukan entre 2002 y 2003, siendo recopilada en cinco volúmenes tankōbon. Una adaptación a serie de anime producida por Geno Studio fue estrenada el 6 de enero de 2020 en Tokyo MX, BS11 y AT-X. Fue transmitida en todo el mundo por Amazon Prime.

## Sinopsis
En la antigua China, artistas marciales desarrollaron una técnica psicoactiva que le permite a sus usuarios entrar en la subconsciencia de la mente humana al manipular los recuerdos de sus enemigos, mediante su "Pico", donde se ven sus recuerdos más preciados y su "Valle", donde la mayoría de los recuerdos negativos se suprimen. Más tarde, durante el siglo XXI, una organización conocida como "La compañía", tiene la tarea de encontrar y recuperar a los descendientes de dichos artistas marciales, convirtiéndolos en "Mascotas", sicarios sin sentido que podrían representar una amenaza en el futuro. La historia sigue a Tsukasa y Hiroki, un dúo maestro/mascota, que siguen las órdenes de la compañía a medida que lentamente comienzan a descubrir sus secretos, así como también un complot que involucra a su compañero, Satoru, y a su antiguo padre adoptivo, Hayashi.
 

## Personajes
Hiroki (ヒロキ?)
 Seiyū: Keisuke Ueda
Tsukasa (司?)
 Seiyū: Kishō Taniyama
Satoru (悟?)
 Seiyū: Yūki Ono
Hayashi (林?)
 Seiyū: Yasuyuki Kase
Katsuragi (桂木?)
 Seiyū: Shunsuke Sakuya
Jin (ジン?)
Seiyū: Mao Ichimichi
Ron (ロン?)
 Seiyū: Kōji Yusa
Presidente (社長 Shachō?)
 Seiyū: Nobuo Tobita

## Contenido de la obra

### Manga
Ranjō Miyake serializó el manga en la revista semanal Big Comic Spirits de Shōgakukan entre 2002 y 2003. Enterbrain publicó una edición remasterizada de cinco volúmenes en 2009.
| N.º | Fecha de lanzamiento                                                       | ISBN original                         |
| --- | -------------------------------------------------------------------------- | ------------------------------------- |
| 1   | 30 de enero de 2003 (Shōgakukan) 26 de octubre de 2009 (Enterbrain)        | ISBN 9784091866516 ISBN 9784047260887 |
| 2   | 30 de enero de 2003 (Shōgakukan) 26 de octubre de 2009 (Enterbrain)        | ISBN 9784091866523 ISBN 9784047260894 |
| 3   | 30 de mayo de 2003 (Shōgakukan) 26 de noviembre de 2009 (Enterbrain)       | ISBN 9784091866530 ISBN 9784047261266 |
| 4   | 30 de septiembre de 2003 (Shōgakukan) 25 de diciembre de 2009 (Enterbrain) | ISBN 9784091866547 ISBN 9784047262102 |
| 5   | 25 de diciembre de 2003 (Shōgakukan) 29 de enero de 2010 (Enterbrain)      | ISBN 9784091866554 ISBN 9784047262782 |

### Anime
En marzo de 2018, se anunció una adaptación a serie de anime de la edición remasterizada de 2009. Estaba originalmente programada para estrenarse en octubre de 2019, pero se retrasó hasta el 6 de enero de 2020. La serie fue animada por Geno Studio y dirigida por Takahiro Ōmori, con guion de Sadayuki Murai y diseño de personajes de Jun'ichi Hayama. Será transmitida en todo el mundo por Amazon. TK de Ling Tosite Sigure interpretó el tema de apertura de la serie, «Chō no Tobu Suisō» (蝶の飛ぶ水槽?), mientras que Memai Siren interpretó el tema de cierre «image _____».